# دانشگاه اکوریری
دانشگاه اکوریری (به لاتین: University of Akureyri) یک دانشگاه در ایسلند است که در آکوریری واقع شده‌است.